# كول نيدام
كول نيدام (بالإنجليزية: Col Needham)‏ هو المدير التنفيذى ومؤسس موقع قاعدة بيانات الأفلام على الإنترنت.

## الوظيفة
تعود فكرة إنشاء موقع قاعدة البيانات على الإنترنت لطليعة عام 1989، حيث بدأ شباب من هواة السينما بالكتابة في منتديات بسيطة تجمعهم بمن يُشاركهم نفس الهواية، وتحت موضوع سمي «تلك العيون» تحدث أحدهم عن الممثلات ذوات العيون الجميلة وكان ضمن ردود ذلك الموضوع مشاركة لشاب يدعى «هانك دريسكل» قام فيها برصد جميع الأفلام التي شاركت كل من تلك الحسناوات وانتشرت هذه القائمة بشكل واسع، ثم أعقبه شاب آخر يدعى «شك موسكيانو» بوضع قائمة لتقييم الأفلام حيث يبدي كل قارئ رأيه في فيلم ما عن طريق إعطائه تقييم من 1 إلى 10 وإرسالها ثانية لموسكيانو والذي يقوم بفرز الأصوات ووضع نتيجة التصويتات، وتوالت قوائم الأفلام وسباقاتها لمعرفة من سيحصل على أعلى تقييم وكان انتشار ونجاح قوائم موسكيانو مذهلة.
قام بعدها كول نيدام بجمع القائمتين السابقتين ودمجهما سوية تحت اسم «القائمة وتقرير تقييم الأفلام». بدأ نيدام بعدها بعمل قائمة أكبر للممثلين الذكور ثم الممثلات الأحياء وضم لاحقاً الأموات أيضاً بعد فترة في قائمة تخصهم وجمع خلال السنوات التالية وتحديداً في نهاية عام 1990 معلومات ما يقارب 10 آلاف فيلم وعمل تلفزيوني. في السابع عشر من أكتوبر لنفس العام طور نيدل آلية بحث تشمل القوائم الأربع وأطلق على محرك البحث هذا «قاعدة بيانات الأفلام على الإنترنت» وهو اليوم الذي نستطيع فيه تأريخ ميلاد هذا الجنين العملاق.
كان للآلية التي وضعها الموقع لإدخال المعلومات الأثر الأكبر في التضخم السريع جداً لمحتواه، حيث اعتمد الموقع على العمل التطوعي من زواره الذين يقومون بتقديم المعلومات حول فيلم ما وبعد ذلك يقوم موظفو التدقيق بالموقع بالتدقيق في صحة ومصادر تلك المعلومات قبل نشرها.
كبر الموقع وتمت إضافة أقسام عديدة له خلال السنوات التالية كالسير الفنية للنجوم والموسيقى الخاصة بالأفلام والجوائز والتصنيف الرقابي وغيرها مما جعل الموقع أضخم من أن يستمر على متابعته نيدام وزملاؤه المتطوعون في أوقات فراغهم، ففكر نيدام بتأسيس شركة رسمية باسم الموقع وهو ما حصل فعلاً في عام 1996 وتم تأسيس شركة «قائمة بيانات الأفلام على الإنترنت المحدودة» واتخذت بريطانياً مقراً لها مالكها «نيدام» نفسه وبحصص مشاركة مع زملائه العاملين منذ سنوات معه.
الشهرة التي حققها الموقع ليس فقط بين المشتغلين في الصناعة السينمائية والتلفزيونية بل بين جمهور السينما وعامة الناس أغرت موقع أمازون الإلكترونى لشرائه، وبعد محادثات بين الطرفين تم بيع الموقع في عام 1998 لينضم كشركة داخلية تحت منظومة أمازون التي استطاعت أن تسوق ملايين من منتوجاتها من الكتب وأقراص الديفيدي عن طريق الإعلان فيه، ورغم نجاح الصفقة إلا أنها ارتبطت بظلال قضية حقوق الزوار الذين وضعوا المعلومات بأنفسهم في الموقع، فظهر الموقع وكأنه باع جهود زواره، لكن الموقع وضح أن حقوق ما يكتبه العضو يبقى له ولكن بعد أن يوافق على أن للموقع الحق في أي تغيير يحدث على ما قدمه.

## روابط خارجية
- كول نيدام على موقع IMDb (الإنجليزية)
- كول نيدام على موقع إن إن دي بي (الإنجليزية)
- كول نيدام على موقع كينوبويسك (الروسية)